# Gerdana
Gerdana är ett släkte av fjärilar. Gerdana ingår i familjen Symmocidae.
Kladogram enligt Catalogue of Life:
| Gerdana | \| \| Gerdana caritella \| \| \| \| \| \| Gerdana telemacha \| \| \| \| |
|         | \| \| Gerdana caritella \| \| \| \| \| \| Gerdana telemacha \| \| \| \| |
|         | Gerdana caritella                                                       |
|         |                                                                         |
|         | Gerdana telemacha                                                       |
|         |                                                                         |